# ویلیام کورتن
ویلیام کورتن(به انگلیسی: William Cureton)(زاده ۱۸۰۸- مرگ ۱۷ ژوئن ۱۸۶۴) خاورشناس انگلیسی بود.
وی کشیشی پیرو آیین آنگلیکان بود و دانش‌آموختهٔ دانشگاه آکسفورد. تمرکز پژوهش‌های او بر زبان سریانی و نیزعربی بود. از کارهای او چاپ کتاب الملل و نحل شهرستانی به سال ۱۸۴۲ در لندن بود. برخی اثرهای او از این دستند:
- متن سریانی ناتمام نامه‌های آیینی آتاناسیوس قدیس
- بازماندهٔ چاپ بسیار کهن چهار انجیل به سریانی
- اسپیسیلگیوم سیراکوم
- سه بخش از تاریخ کلیسایی یوحنا اسقف افسوس
- پاره‌هایی از ایلیاد هومر از نسخه‌ای خطی به زبان سریانی
- الملل و نحل شهرستانی
- تقریضی بر کتاب سوگ خاخام تخوم
- پایه‌های اعتقادی اهل سنت